# Alvados
Alvados est une freguesia (paroisse civile) portugaise du concelho (municipalité) de Porto de Mós, dans le district de Leiria.
Avec une superficie de 21,03 km2 et une population de 558 habitants (2001), la paroisse possède une densité de 26,5 hab/km2.